# 魯悉達
魯 悉達（ろ しつたつ、生没年不詳）は、南朝梁から陳にかけての軍人。字は志通。本貫は扶風郡郿県。

## 経歴
梁の雲麾将軍・新蔡義陽二郡太守の魯益之の子として生まれた。梁の南平嗣王中兵参軍を初任とした。侯景の乱が起こると、悉達は郷里の人々を糾合して、新蔡郡を守り、耕作につとめて穀物を備蓄した。兵乱と飢饉に苦しむ人々を集めて、食糧を配給して新蔡郡に住まわせた。晋熙郡など江北の5郡が悉達の領有に帰した。弟の魯広達に兵を与えて王僧弁の下で侯景を討たせた。侯景の乱が平定されると、悉達は元帝により持節・仁威将軍・散騎常侍・北江州刺史に任じられた。
紹泰元年（555年）、敬帝が即位すると、王琳が湘州に拠って、陳霸先と対立した。悉達は王琳により鎮北将軍の号を与えられ、また陳霸先により征西将軍・江州刺史に任じられた。悉達はその両方を受けたが、情勢を観望して、江州への赴任はしなかった。陳霸先は安西将軍の沈泰を派遣して悉達を攻撃させたが、悉達はこれを撃退した。北斉の行台の慕容儼が鬱口の諸鎮に侵攻してくると、悉達はこれを迎え撃って破った。
王琳が東下を計画し、長江の中流を抑えていた悉達に対して、しきりに使者を派遣して誘ってきた。悉達が従わなかったため、王琳は北斉と結んで悉達を攻撃した。北斉の清河王高岳が王琳を助けるために出兵してくると、悉達は1年あまりにわたって北斉軍と対峙した。裨将の梅天養らが処罰をおそれて北斉軍を城内に引き入れたため、悉達は敗れて江北の5郡を失陥し、麾下の数千人を率いて長江を渡ると、陳霸先に帰順した。平南将軍・散騎常侍・北江州刺史に任じられ、彭沢県侯に封じられた。永定3年（559年）、陳蒨が即位すると、安左将軍に進んだ。
天嘉2年（561年）、安南将軍・呉州刺史に転じた。悉達の母が死去すると、悉達は喪に服したが、その哀毀ぶりは礼の規定を越えるものであり、病が悪化して死去した。享年は38。安左将軍・江州刺史の位を追贈された。諡は孝侯といった。
子の魯覧が後を嗣いだ。

## 伝記資料
- 『陳書』巻13 列伝第7
- 『南史』巻67 列伝第57